# Ernest Lluch (métro de Barcelone)
Ernest Lluch est une station de la ligne 5 du métro de Barcelone.

## Histoire
La station ouvre au public le 25 juillet 2021, 14 ans après le début de sa construction, en 2007.

## Services aux voyageurs

### Intermodalité

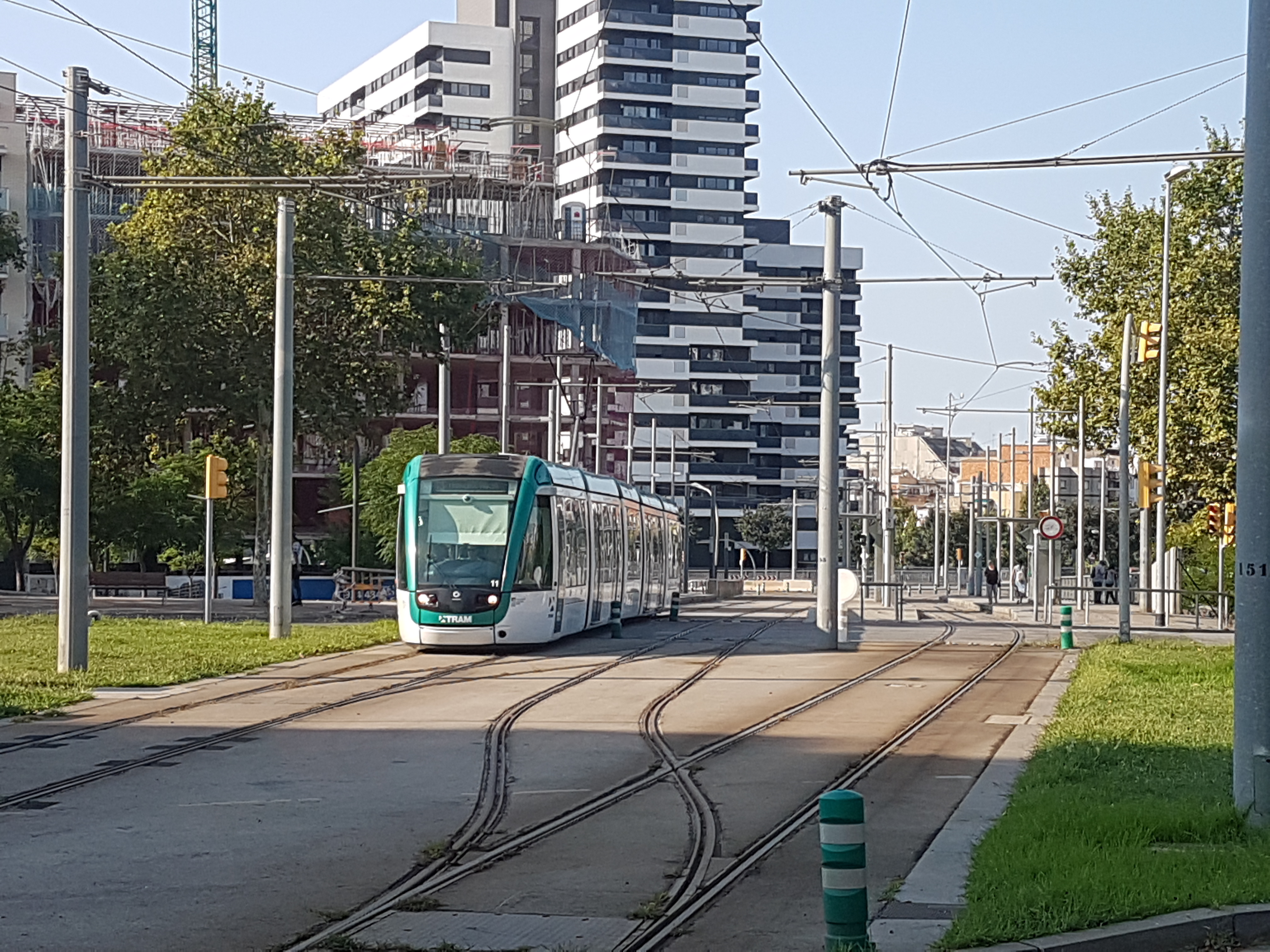
Station de tram Ernest Lluch.

En surface, la station Ernest Lluch, ouverte en 2004 et nommée Sant Ramon jusqu'en 2010, accueille les lignes T1, T2, et T3 du Trambaix.